# Dorsten
Dorsten (phát âm tiếng Đức: [ˈdɔʁstən]) là một thị trấn tại Nordrhein-Westfalen, Đức, nằm ở rìa Bắc của vùng Ruhr cùng với sông Lippe và kênh Wesel-Datteln.

## Lịch sử
Năm 1251, Dorsten được thừa nhận là thành phố bởi Tổng Giám mục Konrad von Hochstaden. Dựa vào vị trí của mình trên sông Lippe, Dorsten trở thành một thành viên của Hanse vào thế kỉ 14.

### Sau Thế chiến thứ II
Vào những năm 1940, một số lượng lớn người dân Đức đã bị buộc phải rời khỏi Rybnik ở Upper Silesia để chuyển đến Dorsten theo chương trình trục xuất người Đức của Liên Xô. Năm 1994, Rybnik và Dorsten trở thành thành phố kết nghĩa, phản ánh những tiếp xúc có tính nhượng bộ giữa 2 cộng đồng và mối quan hệ ít đối lập hơn đã đạt được giữa các chính phủ ở châu Âu trong buổi đầu của những cải cách của Gorbachev.

## Cá nhân
- Franz Bronstert (1895 -1967)
- Cornelia Funke

## Quan hệ quốc tế
Dorsten là thành phố kết nghĩa với:
| - Crawley ở UK - Dormans ở Pháp - Ernée ở Pháp - Hainichen ở Đức |  | - Hod HaSharon ở Israel - Newtownabbey ở UK - Waslala ở Nicaragua - Rybnik ở Ba Lan (since 15.04.1994) |